# Brandizzo
Brandizzo là một đô thị ở tỉnh Torino trong vùng Piedmont, có vị trí cách khoảng 15 km về phía đông bắc của Torino, nước Ý. Tại thời điểm ngày 31 tháng 12 năm 2004, đô thị này có dân số 7.820 người và diện tích là 6,4 km².
Brandizzo giáp các đô thị: Chivasso, Volpiano, Settimo Torinese, và San Raffaele Cimena.